# ゴロツキアザミ

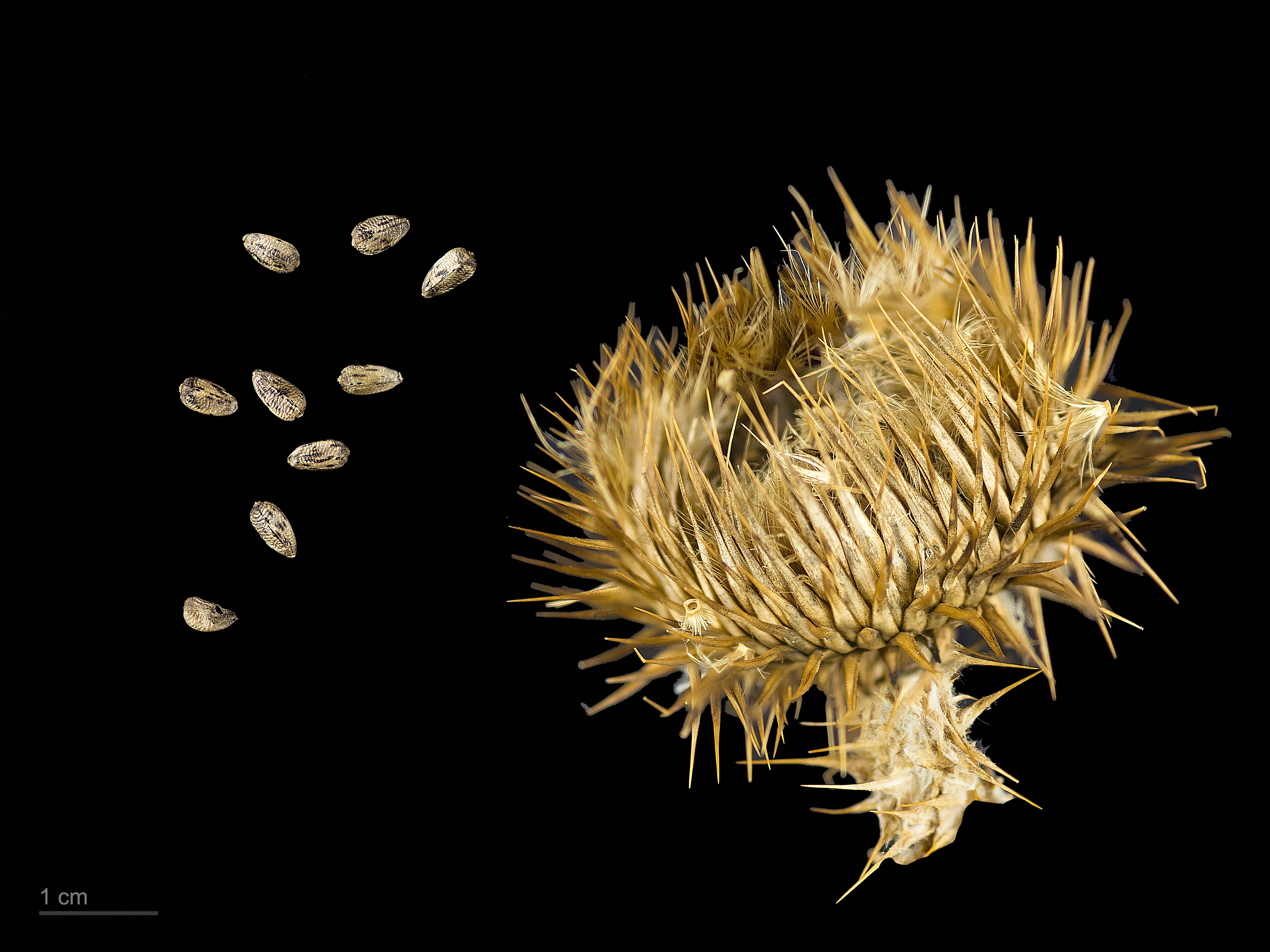
Onopordum acanthium

ゴロツキアザミ（学名: Onopordum acanthium）は、キク科・オオヒレアザミ属に分類される二年草。ヨーロッパ・西アジア原産で、世界各地で外来種（帰化植物）として定着している。

## 分布
ヨーロッパから西アジアを原産地とする。
北アメリカ・オーストラリア・日本に移入分布する。日本では明治時代に園芸用として導入され、1965年に三重県楠町（現在の四日市市）で初めて野生化が確認され、北村四郎が和名を名付けた。

## 特徴
二年草。高さは30 - 150センチメートル (cm) になり、茎は上部でよく分枝する。茎には絡み合った白い毛があり、著しい翼があり、翼には鋭いトゲがある。葉は長さ10 - 50 cmほどで互生する。葉はときに羽状に裂け、縁には鋭いトゲが多い。葉の裏面は絡み合った毛に覆われていて白色である。
花期は初夏。茎の先端に直径3 - 6 cmの紅紫色の頭状花を1個ずつつける。総苞は球形で、その中には子房が入り込んでおり、鱗片はない。筒状花は長さ2 cmほどで、狭い筒部から急に広い筒部に移り、広筒部は深く5裂する。冠毛は狭筒部よりも短い。
果実は長さ4ミリメートル (mm) で黒褐色。冠毛はトゲ状の突起があり、下部は合着して果実から離れやすい。